# 劉體乾 (1880年)
劉體乾（1880年—1940年）字健之，安徽庐江人，中华民国军事将领、政治人物。

## 生平
劉體乾生于清光绪六年（1880年）。毕业于江南武备学堂。辛亥革命后，历任苏州海关监督、金陵机器制造局总办。1914年9月，出任四川东川道道尹。1916年5月，奉北京政府之命，署理四川巡按使。1920年，任北京政府陆军部二等参谋官、参议。1926年参加北伐军，任国民革命军第五路军总指挥部参谋处处长。1928年5月，任中央陆军军官学校南昌分校中将主任。1931 年，兼任国民政府军事委员会委员长南昌行营审核处处长。1932年7月，出任江西省政府委员兼秘书长。1936年9月，兼代江西省政府财政厅厅长。1937年10月，劉體乾暂代江西省政府主席。
1940年8月，劉體乾逝世。